# 뇌신
뇌신(雷神)은 천둥을 관할하는 신이다.

## 목록
- 라이진
- 유피테르
- 페르쿠노스
- 페룬
- 페르쿠나스
- 인드라
- 제우스
- 토르
- 샹고